# The Falling Man

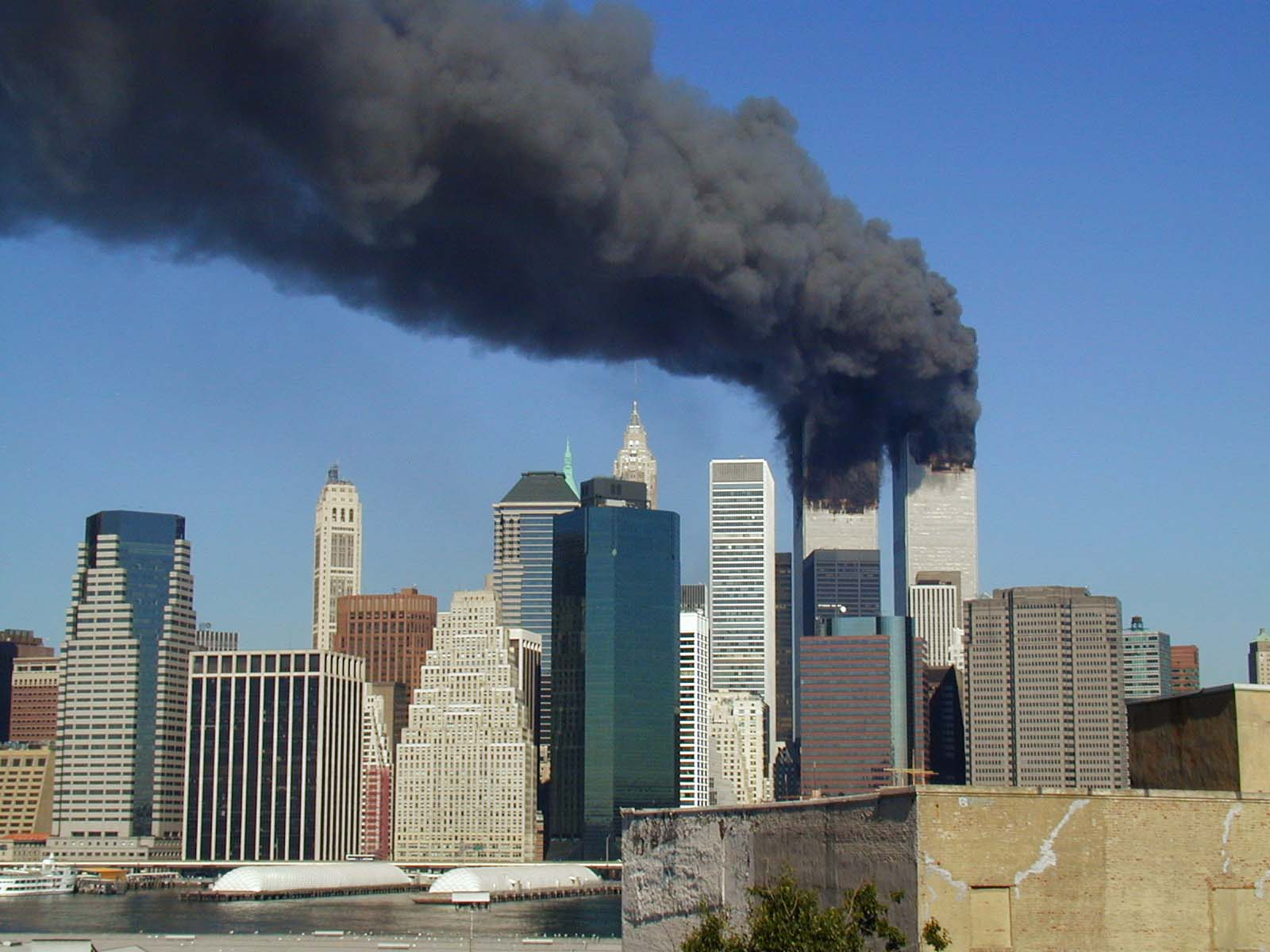
Płonące wieże World Trade Center, 11 września 2001

The Falling Man (ang. „Spadający mężczyzna”) – fotografia (patrz sekcja: Linki zewnętrzne) wykonana przez Richarda Drewa, fotografa agencji Associated Press, przedstawiająca mężczyznę spadającego z północnej wieży kompleksu World Trade Center o godzinie 9:41:15 w czasie zamachu na World Trade Center z 11 września 2001 w Nowym Jorku.

## Okoliczności powstania zdjęcia
Autorem fotografii jest Richard Drew, 54-letni dziennikarz, pracujący w tamtym czasie dla agencji Associated Press (AP). W 1968 był on świadkiem zabójstwa senatora Roberta F. Kennedy'ego, co również uwiecznił na kliszy fotograficznej. 11 września 2001, na zlecenie AP, pracował przy pokazie mody ciążowej w Bryant Park na Manhattanie. Gdy pierwszy z samolotów uderzył w północną wieżę World Trade Center (WTC) o godzinie 8:46, przerwał swoje obowiązki, wsiadł w metro i udał się w pobliże zaatakowanego kompleksu budynków. Po przybyciu na miejsce zauważył wiele osób wyskakujących z budynków i rozpoczął fotografowanie. Aparatem wyszukiwał spadające ludzkie postacie i podążając torem ich lotu, robił od 9 do 12 ujęć. Sfotografował w ten sposób od 10 do 15 osób, zanim o godzinie 9:59 zawaliła się pierwsza, południowa wieża WTC. Fotografował dalej północną wieżę do czasu jej zawalenia się o 10:28, po czym w obawie o własne zdrowie i życie, opuścił miejsce wydarzeń.
Zrobione zdjęcia zgrał na swój komputer i przesłał do redakcji AP. 12 września 2001 zdjęcie The Falling Man ukazało się w gazecie The New York Times, a następnie w setkach innych gazet w Stanach Zjednoczonych i na całym świecie.

## Odbiór zdjęcia
We wrześniu 2003 dziennikarz Tom Junod, w artykule zatytułowanym The Falling Man i zamieszczonym w magazynie Esquire, opisał okoliczności powstania zdjęcia, jego odbiór oraz próby identyfikacji postaci znajdującej się na nim. Junod podjął się również próby wytłumaczenia fenomenu fotografii. Przedstawia ona mężczyznę o ciemnej (latynoskiej) karnacji skóry z wąsami, ubranego w białą koszulę lub marynarkę oraz czarne spodnie i buty do kostki. Pod białym odzieniem, na plecach dostrzec można pomarańczową koszulę lub podkoszulek. Lewa noga mężczyzny jest zgięta w kolanie. Ręce są ułożone wzdłuż ciała. Junod w swoim artykule zwracał uwagę na idealną symetrię zdjęcia. Podkreślał pionowe położenie postaci względem otoczenia. Mężczyzna znajduje się bowiem na krawędzi dwóch wież WTC, północnej z lewej oraz południowej z prawej. Opisywał, iż „odchodzi on z tej ziemi jak strzała”. Wydawał mu się „odprężony” i „spokojny”, niezrażony siłami grawitacji i swoim przeznaczeniem. Relacjonował, że część odbiorców może dostrzegać w zdjęciu „stoicyzm, siłę woli, obraz rezygnacji, podczas gdy inni coś zupełnie odmiennego, a przez to strasznego: wolność”. 
Zdjęcie wywołało skrajne reakcje na całym świecie. Wiele z gazet, które zdecydowały się na jego publikację, dokonały tego tylko jeden raz, z powodu napływających później listów od czytelników z wyrazami oburzenia. Krytycy zarzucali fotografii i jej autorowi drastyczność, przekroczenie granic intymności i brak poszanowania dla ofiar ataków i ich rodzin. Richard Drew spotkał się z licznymi zarzutami, takimi jak przekroczenie granic etyki zawodowej i ludzkiej przyzwoitości.

## Tożsamość postaci

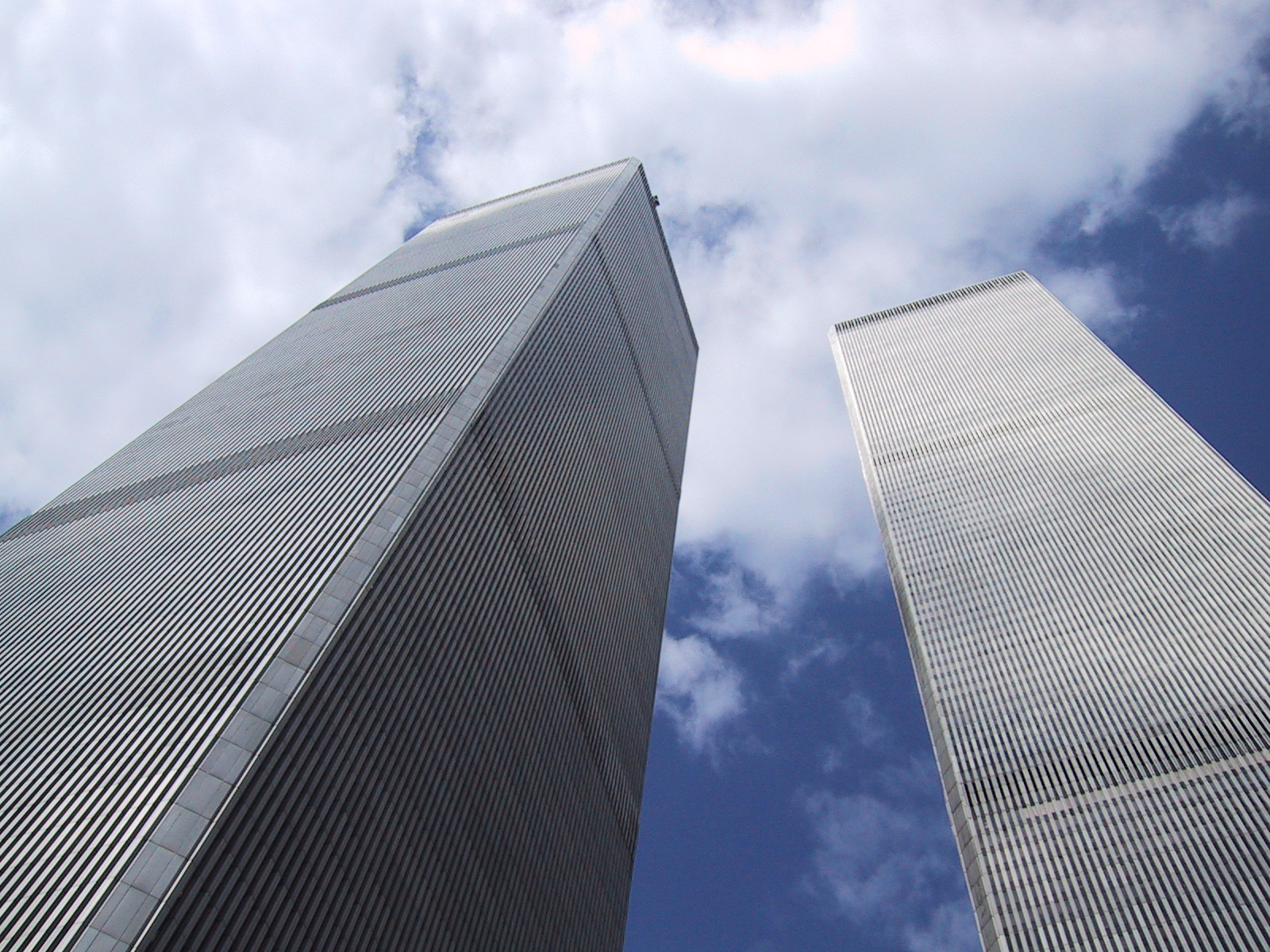
World Trade Center

Ludzie decydujący się na samobójczy skok z wież World Trade Center, określani później jako jumpers (j. ang. skoczkowie), nie stanowili odosobnionego zjawiska. Według szacunków USA Today, decyzję taką podjęło co najmniej 200 osób, a więc ok. 7–8% wszystkich ofiar ataku. Między innymi z tego powodu identyfikacja postaci przedstawionej na zdjęciu okazała się niemożliwa. Jej tożsamość nie została ustalona, choć kilkukrotnie podejmowane były działania w tym kierunku. Niemniej dziennikarzom udało się określić domniemane dane spadającego mężczyzny. 
Początkowo mężczyzna został zidentyfikowany przez Petera Cheneya, reportera gazety The Globe and Mail, jako Norberto Hernandez, szef działu ciastkarskiego w restauracji Windows on the World. Restauracja ta znajdowała się na 106 i 107 piętrze wieży północnej WTC, a w czasie ataku odbywała się w niej konferencja. W wyniku zamachu śmierć poniosło 79 pracowników restauracji oraz 91 gości. Według USA Today, to właśnie z tych pięter na skok decydowało się wiele osób. Rodzina Hernandeza, po obejrzeniu serii zdjęć, nie zidentyfikowała jednak na nich swojego krewnego. W późniejszym czasie kilka rodzin przyznawało się, że to ich krewny znajduje się na zdjęciu, jednak informacje te były później weryfikowane i dementowane.
W 2006 The Falling Man został zidentyfikowany jako Jonathan Briley, choć tożsamości tej nigdy oficjalnie nie potwierdzono. Briley był pracownikiem restauracji Windows on the World. Według relacji rodziny często nosił i zakładał do pracy pomarańczowy podkoszulek, choć jego żona nie była w stanie stwierdzić, czy założył go 11 września 2001, ponieważ wyszedł wówczas do pracy wcześnie rano, gdy ta jeszcze spała. Cierpiał na astmę, co zdaniem rodziny mogło mieć wpływ na decyzję o skoku, gdyż dym i żar mogły utrudniać mu oddychanie. Jego ciało zostało zidentyfikowane po katastrofie, miał na sobie czarne buty do kostek, reszta ubrania nie zachowała się. Pozostałe cechy mężczyzny były zbieżne z wyglądem na zdjęciu.

## Nawiązania w kulturze
W 2006 na podstawie artykułu Toma Junoda z 2003 nakręcony został film dokumentalny pt. 9/11: The Falling Man w reżyserii Henry'ego Singera. Miał on premierę 16 marca 2006 w Wielkiej Brytanii w telewizji Channel 4, a następnie w 30 innych krajach. We wrześniu 2007 został po raz pierwszy wyemitowany w USA, w telewizji Investigation Discovery.